# 森川正之
森川 正之（もりかわ まさゆき、1959年 - ）は、日本の経済学者。博士（経済学）（京都大学・論文博士・2007年）。一橋大学経済研究所特任教授、経済産業研究所所長。

## 略歴
東京大学教養学部卒業。通商産業省（現・経済産業省）入省。同省経済産業政策局調査課長、同産業構造課長、大臣官房審議官などを経て、経済産業研究所理事・2009年副所長。2020年一橋大学経済研究所経済計測研究部門教授、経済産業研究所長。2023年一橋大学経済研究所経済計測研究部門特任教授。

この間、1995年埼玉大学政策科学研究科助教授、および2007年政策研究大学院大学助教授。2007年「日本企業の事業展開・雇用調整・経営成果 企業・事業所のマイクロデータによる実証分析」で博士（経済学）（京都大学）の学位を取得。
2014年『サービス産業の生産性分析』で日経・経済図書文化賞受賞。

## 著書
- 『貿易実務要義 輸出編』啓文社 1980
- 『貿易取引契約の研究』啓文社 1984
- 『サービス産業の生産性分析 ミクロデータによる実証』日本評論社 2014
- 『サービス立国論 成熟経済を活性化するフロンティア』日本経済新聞出版社 2016

## 論文
- ＜森川正之